# Hafsa Şeyda Burucu
Hafsa Şeyda Burucu est une karatéka turque née le 24 décembre 1991 à Serdivan. Elle a remporté la médaille d'or en kumite moins de 68 kilos aux championnats d'Europe de karaté en 2012 à Adeje et 2013 à Budapest. Elle a également été médaillée aux championnats du monde de karaté, dans cette même catégorie, de bronze en 2010 à Belgrade et d'argent en 2012 à Paris. Elle a en outre remporté les Jeux méditerranéens de 2013 à Mersin, toujours dans la même catégorie de poids.